# Pena de voo

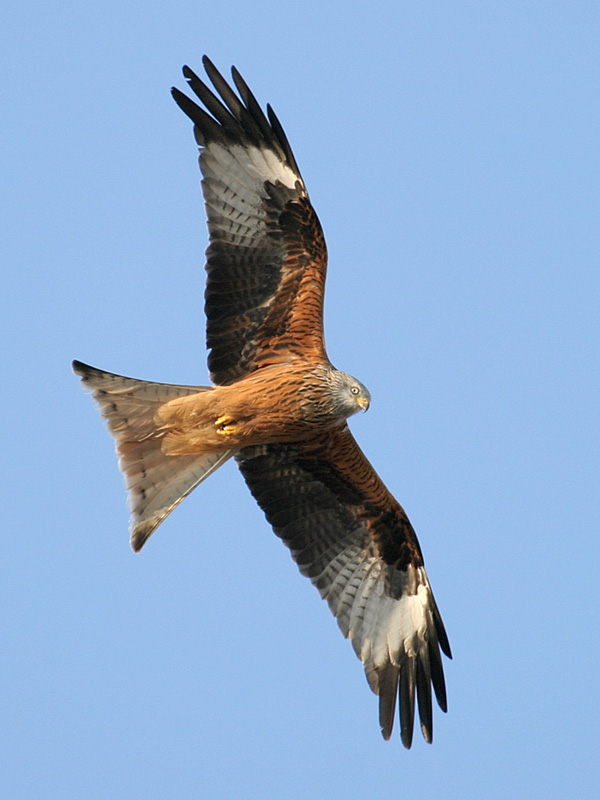
Espécie Milvus milvus em voo exibindo as rémiges e as rectrizes.

As penas de voo (Pennae volatus), ou plumas de voo são as penas largas, relativamente rígidas e de formato assimétrico, mas simetricamente dispostas nas asas e caudas das aves. Estas penas recebem o nome de rémiges quando situadas nas asas e timoneiras ou rectrizes quando situadas na cauda. Sua função primária é provocar empuxo e sustentação, permitindo desta maneira o voo. As penas de voo de algumas aves desenvolveram-se de modo a realizar funções adicionais, geralmente relacionadas com disputas territoriais, cortejo sexual, dança do acasalamento ou métodos de alimentação. Em algumas espécies, estas penas evoluíram para penas mais largas e chamativas utilizadas como sinal visual na exibição de posse territorial, parada nupcial, ou, em alguns casos, criando sinais sonoros durante as lutas pelo acasalamento. Pequenas bárbulas situadas na borda das rémiges, ajudam as corujas a voarem silenciosamente, auxiliando nas atividades de rapina. Já as rectrizes excecionalmente duras dos pica-paus permite-lhes fixarem-se aos troncos das árvores enquanto os perfuram com o bico. As espécies de aves que são incapazes de voar conservam suas penas de voo, mesmo que de formas radicalmente modificadas.
A muda das penas de voo pode causar sérios constrangimentos na capacidade de voo das aves. Por essa razão, diferentes espécies desenvolveram diferentes estratégias para lidar com este problema, seja pelo rápido abandono, por completo, da sua plumagem por um relativamente curto período de tempo, durante o qual não voam, seja pelo prolongamento da muda, de forma gradual, para períodos que se podem estender a vários anos.

## Rémiges

Diagrama com a posição das diferentes rémiges numa asa.

As rémiges (do latim, com o significado de "remador") localizam-se na parte posterior da asa. Os longos cálamos (calami) destas penas estão fixados de forma firme aos ossos das asas por ligamentos. Uma faixa grossa e resistente de tecido tendinoso designado por postpatagium ajuda a fixar e a suportar as rémiges no local adequado. Em cada ave, rémiges correspondentes dispõem-se simetricamente nas duas asas, mantendo em grande parte a mesma forma e tamanho (exceto em caso de mutação ou dano), embora não necessariamente o mesmo padrão. As rémiges podem ainda ter diferentes classificações consoante o local que ocupam na asa.

### Rémiges primárias
As rémiges primárias estão conectadas às manus (a "mão" da ave, composta pelo carpometacarpo e pelas falanges). De todas as rémiges, são as mais longas e estreitas (particularmente as que estão fixas às falanges), e podem rodar individualmente. Têm um papel particularmente importante no voo batido, já que são as principais responsáveis pela geração de empuxo, de modo a mover o corpo da ave para a frente através do ar. Muito do empuxo é gerado durante o movimento descendente do voo batido. Contudo, durante o movimento ascendente (quando, em geral, a ave encolhe as asas junto do corpo), as primárias ficam separadas e giram, reduzindo a resistência do ar enquanto que continuam a gerar empuxo. A flexibilidade das rémiges nas extremidades das asas das aves de voo altaneiro também permite a sua extensão, o que ajuda a reduzir a formação vórtices nesta parte das asas, reduzindo assim o arrasto. As bárbulas destas penas (bárbulas de fricção) são especializadas com grandes barbicelos lobulares que permitem apertar e prevenir a derrapagem das penas sobrepostas e estão presentes na maioria das aves que voam.

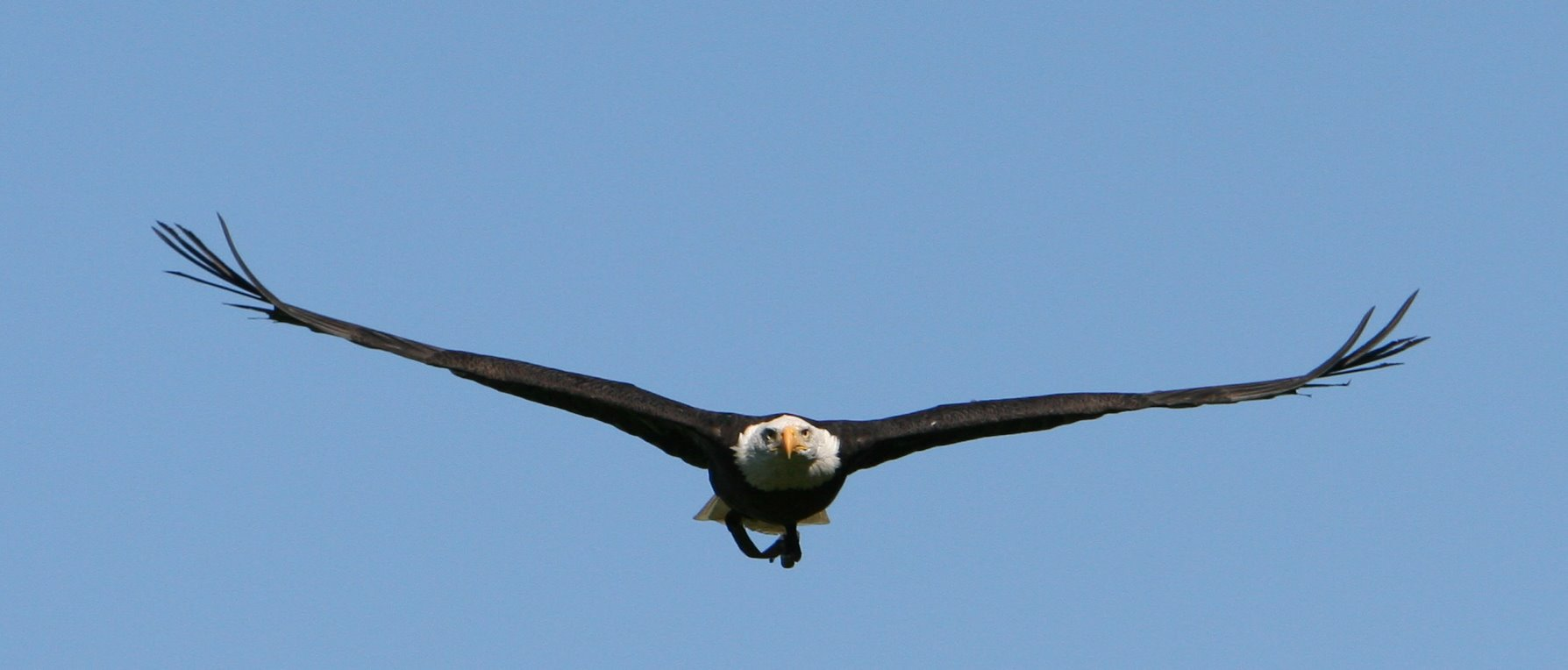
Águia-careca (Haliaeetus leucocephalus) em voo com as rémiges primárias estendidas de modo a diminuir o arrasto e a provocar sustentação.

As várias espécies de aves variam no número de rémiges primárias que possuem em cada asa. O número, em espécies não passeriformes varia geralmente entre 9 e 11. Os mergulhões, os Ciconídeos e os flamingos têm 12, e as avestruzes têm 16. A maioria dos passeriformes modernos têm dez rémiges primárias, embora alguns tenham apenas nove. Estes últimos não apresentam a rémige primária mais distal, designada como rémicle, tipicamente muito pequena e por vezes rudimentar.

### Rémiges secundárias

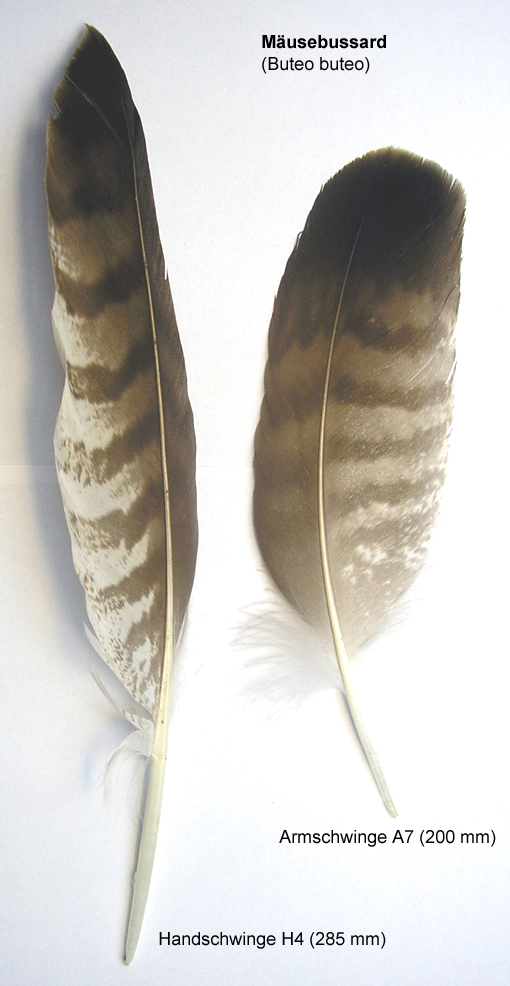
Rémiges primárias (à esquerda) e secundárias (à direita) de uma águia-de-asa-redonda (Buteo buteo); repare-se na orientação assimétrica dos eixos.

As rémiges secundárias estão conectadas à ulna. Em algumas espécies, os ligamentos que unem estas rémiges ao osso ligam-se a pequenas projeções arredondadas, designadas por papilas ulnares, ausentes em outras espécies. As rémiges secundárias permanecem juntas durante o voo, ao contrário das primárias, e ajudam a gerar sustentação ao darem forma de perfil alar às asas. As rémiges secundárias tendem a ser mais curtas e largas que as primárias, com extremidades mais arredondadas. Variam em número, de 6 nos Beija-flores até 40 em algumas espécies de albatroz. Em geral, as espécies de maior porte e maior envergadura de asas apresentam um maior número de rémiges secundárias.
Aves de mais de quarenta famílias de não-passeriformes parecem não possuir a quinta pena secundária em cada asa, o que é conhecido como diastataxis. Nestas aves, a quinta série de coberteiras secundárias não cobrem qualquer rémige, possivelmente devido a uma torção da papila da pena durante o desenvolvimento embrionário. As mobelhas, mergulhões, pelicanos, gaviões e águias, grous, escolopacídeos, gaivotas, papagaios e corujas são algumas das famílias onde ocorre esta ausência.

### Rémiges terciárias
A definição mais vulgar de rémiges terciárias é a que as associa ao braço ou seja, ao úmero. Porém, houve uma grande discussão entre ornitólogos sobre o local onde acabam as secundárias e começam as terciárias, havendo mesmo autores que as consideram como sendo apenas as três rémiges secundárias mais próximas do corpo da ave, mais curtas, menos robustas e arredondadas na ponta. Em algumas aves, como o albatroz, as penas da região braquial formam um tipo de um cata-vento que é mais ou menos contínuo com as secundárias, só que não são verdadeiras penas de voo, se considerarmos estas como apenas as que estão conectadas à ulna, o que não acontece neste caso. Quando a ave fecha as asas, as grandes coberteiras, juntamente com as terciárias cobrem total ou parcialmente as penas de voo da asa, sendo mesmo raros os casos em que as extremidades das primárias ficam à vista.

### Tectrizes
Na asa, as bases das rémiges são cobertas pelas penas coberteiras (que fazem parte do grupo das tectrizes). Estas vão diminuindo de tamanho, em camadas sobrepostas, à medida que se aproximam do bordo de ataque da asa. Também existem coberteiras sobre as rectrizes, variando muito na forma e tamanho consoante as espécies. Por exemplo, o exuberante "leque" de penas da cauda do pavão macho é, na verdade, constituído por tectrizes que cobrem as verdadeiras penas da cauda (rectrizes), muito mais pequenas.

### Emarginação
As rémiges primárias externas das grandes aves planadoras, e em particular das aves de rapina, apresentam frequentemente um estreitamento pronunciado a distâncias variáveis ao longo das margens da pena. Estes estreitamentos são chamados de indentações ou emarginações, dependendo do grau de chanfragem da margem. Chama-se emarginação a uma mudança gradual no recorte da margem da pena, e pode ocorrer em ambos os vexilos (as duas partes laminares da pena, divididas pelo ráquis). Uma indentação é um recorte abrupto e apenas ocorre nos vexilos posteriores (os mais largos) das rémiges. Na figura que acompanha o presente artigo, onde se vê uma rémige primária é possível verificar uma indentação no vexilo posterior e uma emarginação, mais suave, no vexilo anterior (mais estreito, à direita). A presença de indentações e emarginações dá à asa aberta destas aves a aparência de terem "dedos" estendidos. Estas lacunas na extremidade das asas forçam o ar a passar por elas, provocando uma maior força de sustentação.

### Álula

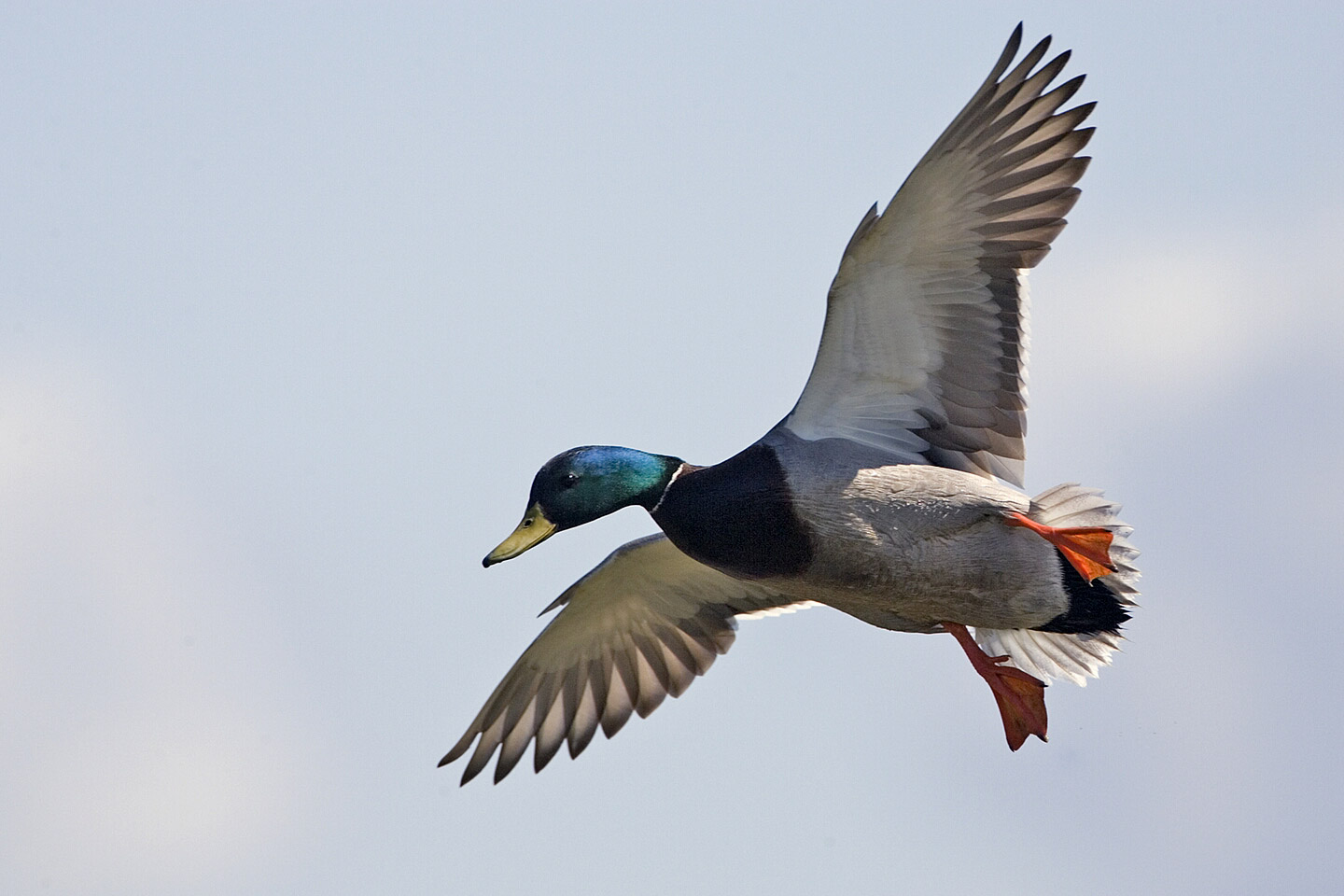
Pato-real macho (Anas platyrhynchos) a pousar, exibindo as álulas.

As penas da álula ou asa bastarda não são consideradas, em geral e em sentido estrito, como penas de voo. Ainda que apresentem caraterísticas típicas destas, como a assimetria, não têm o comprimento e a rigidez da maioria das penas de voo. Contudo, ajudam, de facto, a proceder ao voo lento. Estas penas, que estão conectadas ao "polegar" da ave e que em repouso estão niveladas com o bordo anterior da asa, funcionam da mesma forma que os slats numa asa de avião, ao permitirem que a asa atinja um ângulo de ataque superior ao normal, e deste modo, evite perda de sustentação quando a ave voa a baixa velocidade ou está a pousar. A ave provoca este efeito ao manipular o seu polegar, de modo a criar um hiato entre a álula e o resto da asa.

### Desenvovimento tardio na cigana (Opisthocomus hoazin)
O desenvolvimento das rémiges e das álulas nas jovens crias da ave vulgarmente designada como cigana é bastante tardio se comparado com o desenvolvimento destas penas noutras aves, presumindo-se que tal aconteça devido ao facto de as crias apresentarem garras nos dois primeiros dedos. Estes pequenos ganchos são utilizados para fixar o corpo aos ramos, enquanto sobem às árvores. Presume-se que a plumagem interferiria com este processo. A maioria das crias perdem as garras entre o 70.º e o 100.º dia de vida, mas muitos retêm-nas,ainda que calejadas e inutilizáveis, até ao estádio adulto.

## Rectrizes
As rectrizes (do Latim, com o significado de "homem do leme"), que ajudam a ave a travar e a orientar a direção durante o voo, dispoem-se numa única fila horizontal na margem traseira da cauda anatómica. Apenas o par central está conectado (via ligamentos) aos ossos caudais; as restantes rectrizes estão inseridas em bolbos rectriciais, que são estruturas complexas de gordura e músculo que rodeiam esta estrutura (pigóstilo). As rectrizes formam sempre pares, havendo uma grande maioria de espécies com seis pares. São penas ausentes nos mergulhões e em algumas ratites, e muito reduzidas no seus tamanho nos pinguins. Muitas espécies de tetrazes têm mais de 12 rectrizes. Algumas espécies (incluindo o tetraz-de-colar, a galinha-do-mato (Tetrastes bonasia) e a narceja-comum) têm um número variável de rectrizes consoante o indivíduo. Os pombos-domésticos têm um número muito variável de rectrizes, devido a séculos de procriação seletiva.

## Convenções de numeração
De modo a agilizar a discussão de temas como processos de muda de plumagem ou a estrutura corporal, os ornitólogos atribuem um código numérico a cada pena de voo. Por convenção, os números atribuídos às penas primárias começam sempre pela letra P (P1, P2, P3, etc.), os das secundárias pela letra S, os das terciárias por T e os das rectrizes por R.
Muitas autoridades numeram as primárias de forma descendente, começando pela mais proximal das primárias (a mais próxima das secundárias), seguindo a contagem para o exterior; outros autores preferem uma contagem ascendente, começando pela mais distal das primárias e seguindo em direção ao corpo. Podem-se apontar vantagens em cada método. A numeração descendente segue a sequência normal da maior parte dos processos de muda nas aves e, além disso, no caso em que numa espécie falta a pequena e distal décima primária, como no caso de alguns passeriformes, a sua falta não tem impacto na numeração das restantes primárias. A contagem ascendente, por outro lado, permite uniformidade na numeração das primárias dos não passeriformes, já que estes têm invariavelmente quatro primárias ligadas à manus independentemente do número total de primárias. Este método é particularmente útil na fórmula alar, já que a primária mais distal é aquela em que as medições têm início.
As secundárias são sempre numeradas de forma ascendente, começando pela secundária mais distal (a mais próxima das primárias) seguindo em direção ao corpo da ave.  As terciárias são sempre numeradas de forma ascendente, mas, neste caso, os números seguem a sequência onde terminou a contagem das secundárias (por exemplo, ... S5, S6, T7, T8, ... etc.).
As rectrizes são sempre numeradas do par central para o exterior, em ambas as direções.

## Penas de voo especializadas

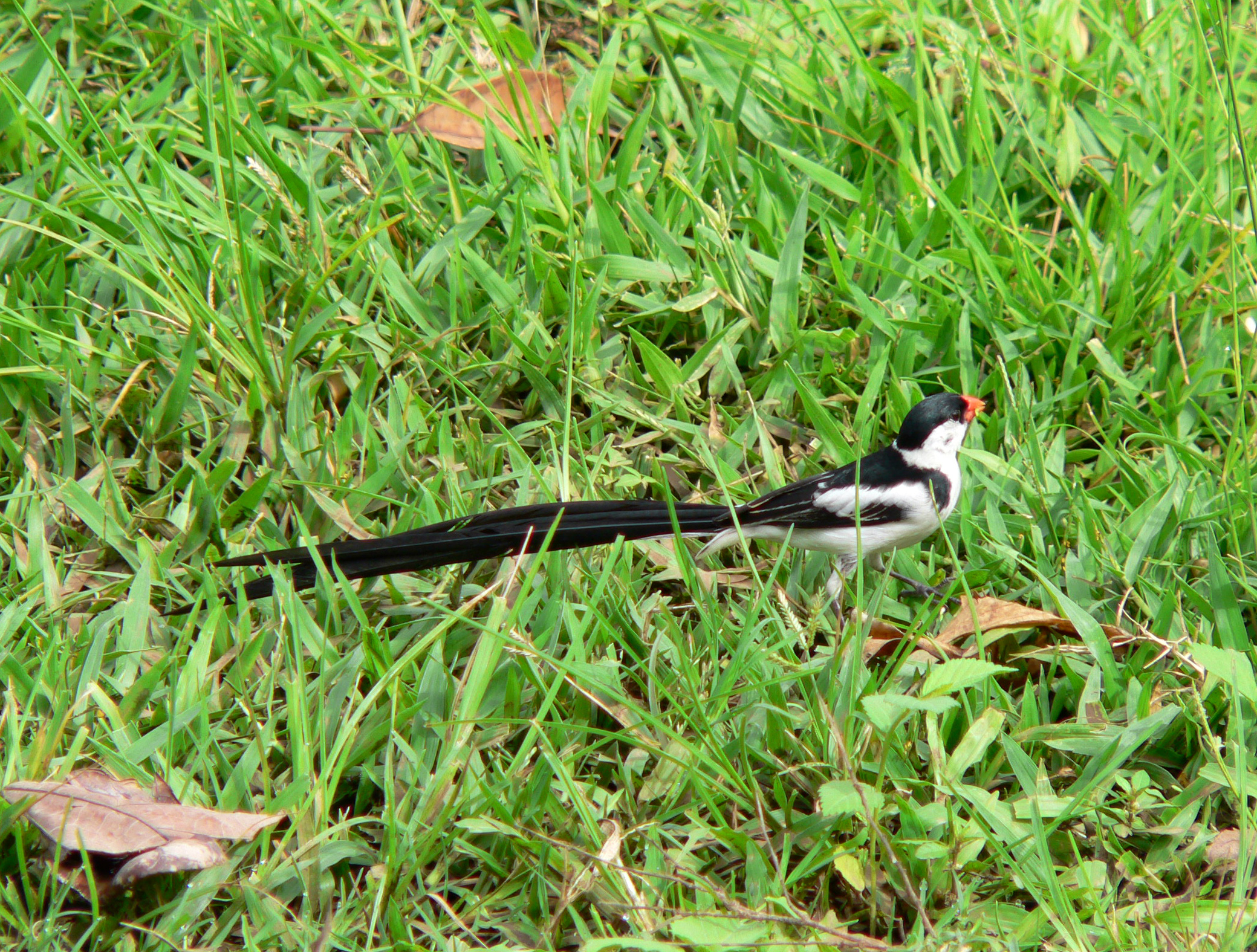
Macho de viuvinha (Vidua macroura) exibindo rectrizes modificadas

As penas de voo de algumas espécies passaram por modificações evolutivas que lhes deram funcionalidades adicionais. Em algumas espécies, por exemplo, tanto as rémiges como as rectrizes produzem um som específico durante o voo. Estes sons estão frequentemente associados ao cortejo sexual ou disputas territoriais. As primárias distais de Selasphorus platycercus produzem um trinado estridente distintivo, tanto em voo direto como em mergulhos impetuosos durante a parada nupcial; este trinado diminui quando as penas responsáveis pela sua produção estão gastas e ausente depois da muda.  Durante o voo nupcial do abibe-comum em ziguezague, as primárias distais desta ave produzem um som sussurrante. As primárias distais do macho da galinhola-americana são mais curtas e um pouco mais estreitas que as da fêmea, sendo as prováveis responsáveis pelos sons de assobio e chilreio durante os seus voos de exibição nupcial. O macho de Machaeropterus deliciosus usa secundárias modificadas para produzir um claro chamamento nupcial em forma de trinado. Uma secundária de extremidade encurvada em cada asa é arrastada contra uma secundária adjacente estriada a alta velocidade (até 110 vezes por segundo — mais rapidamente que o bater de asa de um beija-flor) de modo a criar estridulação semelhante à produzida por alguns insetos. Tanto a narceja-de-wilson como a narceja-comum têm penas caudais exteriores que produzem um som típico, semelhante a um "balido caprino" durante os seus voos nupciais compostos por subidas e descidas abruptas; quando a ave mergulha, o ar passa pelas penas modificadas, criando uma série de notas ascendentes e descendentes. Diferenças entre os sons produzidos por estes dois antigas subespécies conspecífica — e o facto de os dois pares exteriores de rectrizes na narceja-de-wilson serem modificados, enquanto que a narceja-comum apresenta um único par externo modificado estão entre os critérios de classificação usados para justificar a sua separação em duas espécies separadas e distintas.

## Estruturas vestigiais em aves não voadoras

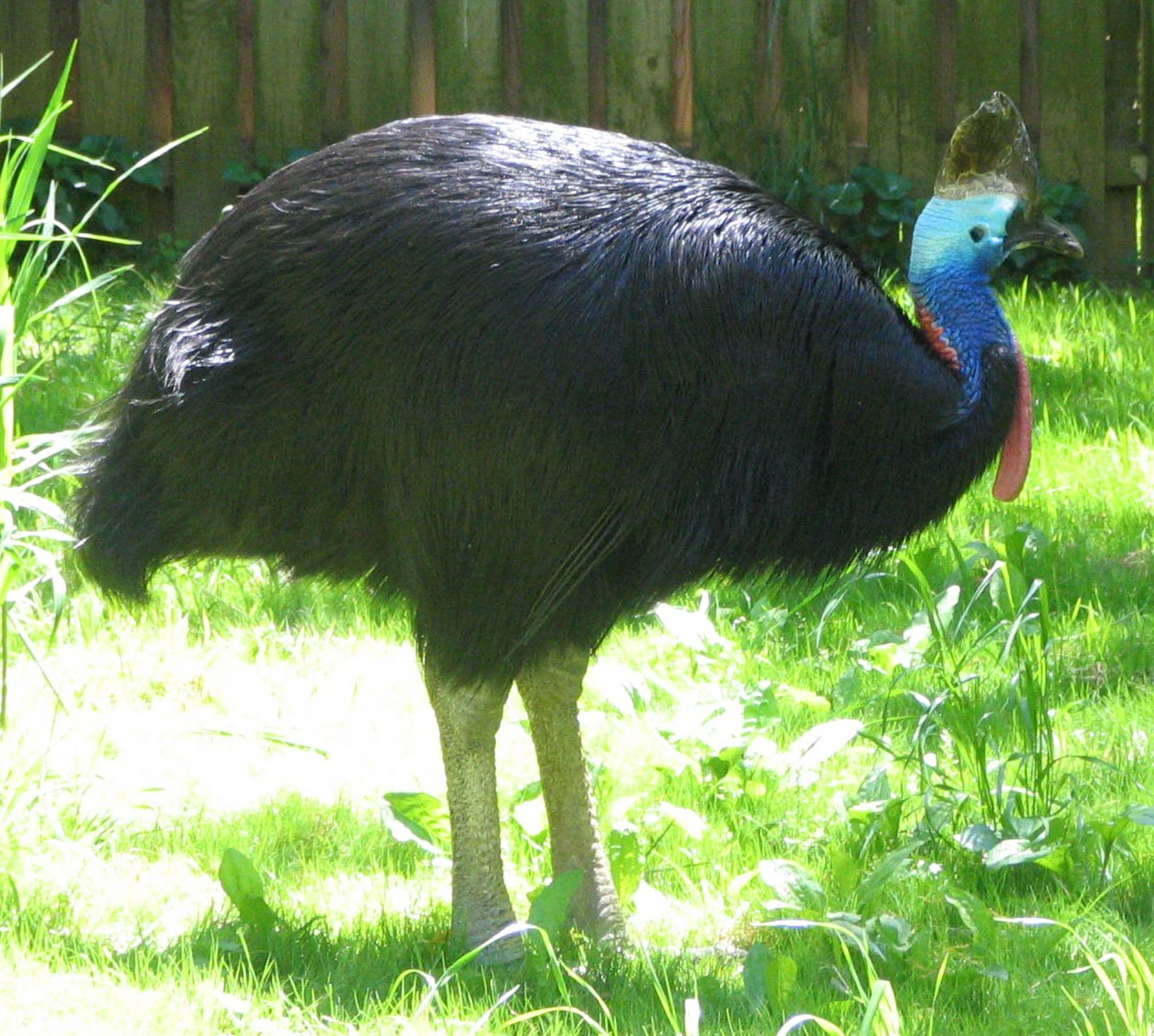
Casuar-do-sul, (Casuarius casuarius) exibindo rémiges modificadas

Ao longo da sua evolução, um pequeno número de espécies de aves perderam a capacidade de voar. Algumas destas, como  os patos-vapor, não apresentam mudanças apreciáveis nas suas penas de voo. Algumas, como o mergulhão-do-titicaca e um certo número de galinhas-d'água, têm um número reduzido de primárias.
As rémiges das ratites são suaves e pendentes por serem desprovidas dos barbicelos e bárbulas que, ao sobrecruzarem-se ajudam a dar rigidez às penas da maioria das aves. As rémiges dos emus são, em termos proporcionais, muito reduzidas em tamanho, enquanto que as dos casuares são reduzidas em número e em estrutura, consistindo de uns meros 5 a 6 eixos plumares nus. A maior parte das ratites, à excepção das avestruzes, perdeu por completo as suas rectrizes.
Os pinguins perderam as suas penas de voo diferenciadas. Em adultos, as suas asas e cauda estão cobertas com as mesmas penas de tamanho reduzido, rígidas e levemente encurvadas que se encontram sobre o resto do corpo.
O papagaio-mocho, que vive no solo e é a única espécie de papagaio do mundo incapaz de voar, tem rémiges mais curtas, arredondadas e simetricamente direcionadas que as dos papagaios voadores; estas penas de voo contêm também um menor número de barbicelos junto às extremidades.

## Muda

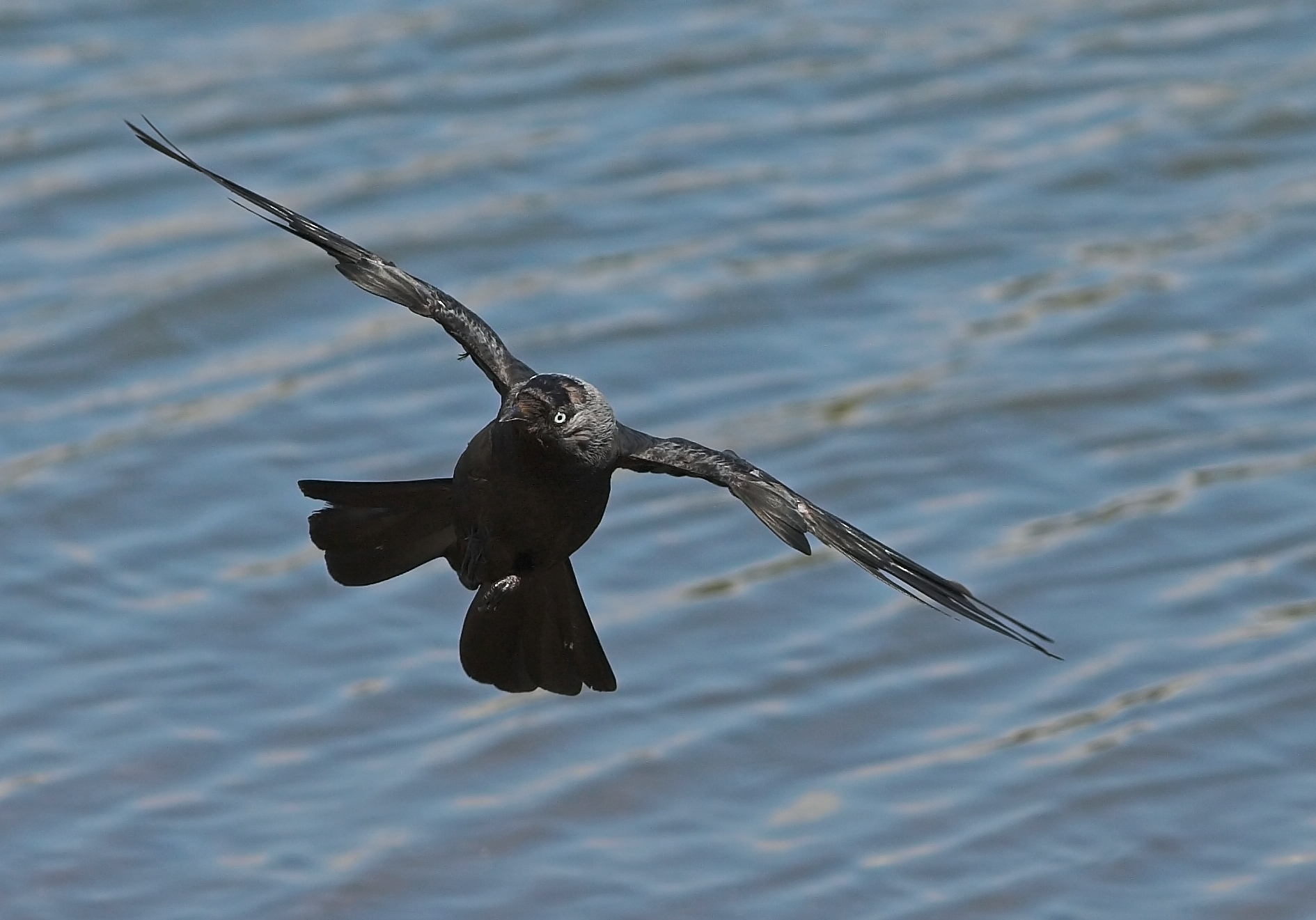
Gralha-de-nuca-cinzenta (Corvus monedula) durante o voo, em processo de muda das rectrizes centrais.

Assim que terminam de se formar, as penas são essencialmente estruturas mortas. Com o passar do tempo acabam por ficarem gastas e estragadas, com necessidade de serem mudadas. Ao processo de reposição de novas penas dá-se o nome de muda. A perda das penas da asa e da cauda pode afetar o voo, por vezes de forma dramática e, em certas famílias, pode prejudicar a capacidade de alimentação ou de realizar os rituais de acasalamento. A cronometragem e progressão da muda das penas de voo variam consoante as famílias de aves.
Para a maior parte das aves, a muda começa num ponto específico, designado como focus (no plural: 'foci'), na asa ou na cauda, e prossegue de forma sequencial numa ou em ambas as direções a partir desse ponto. Por exemplo, a maioria dos passeriformes têm o focus entre a mais proximal das primárias (P1, usando o esquema de numeração explicado acima) e a mais distal das secundárias (S1), e um ponto focal no meio do par central de rectrizes.  Quando a muda destas penas começa, no caso dos passeriformes, as duas penas mais próximas do focus são as primeiras a cair. Quando as penas de substituição atingem aproximadamente metade do seu comprimento final, as penas adjacentes (P2 e S2 na asa e as duas R2 na cauda) caem. Este padrão de queda e substituição continua até que a muda percorre toda a asa ou cauda. A velocidade da muda pode variar muito entre as várias espécies, e mesmo dentro da mesma espécie. Alguns passeriformes que se reproduzem no Árctico, por exemplo, perdem de uma só vez mais penas de voo (ficando por vezes incapazes de voar por um breve período de tempo) de modo a completar a muda nas asas antes da migração para sul, enquanto que essas mesmas espécies, ao reproduzirem-se em latitudes mais baixas passam por mudas mais prolongadas.

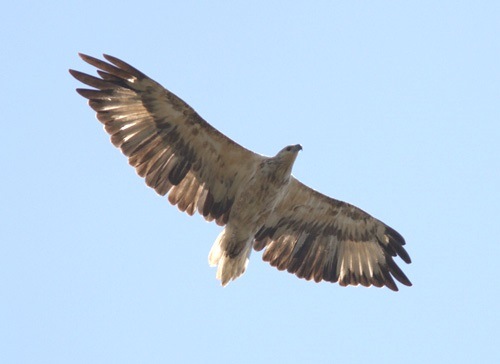
Jovem águia-marinha-de-barriga-branca (Haliaeetus leucogaster) em voo, com efeitos visíveis da muda das penas nas asas.

Em muitas espécies há mais do que um foco ao longo da asa. Nestes casos, a muda começa em todos os foci de modo simultâneo, mas prossegue, geralmente, apenas numa direção. Muitos tetrazes, por exemplo, têm dois foci alares: um na extremidade da asa, o outro entre as penas P1 e S1. Neste caso, a muda prossegue de forma descendente a partir dos dois foci. Muitas aves de grande envergadura alar possuem múltiplos foci.
Aves com elevada "carga alar", isto é, aves com grande peso corporal com asas relativamente pequenas têm dificuldades em voar mesmo no caso de perda de um número reduzido de penas de voo. Uma muda prolongada como a descrita acima torná-las-ia vulneráveis a predadores durante um período não desprezável do ano. Por essa razão perdem as penas de voo de uma só vez. Ficam assim totalmente incapazes de voar por um período de três a quatro semanas, porém, o período total de vulnerabilidade é assim bastante menor do que seria de outra forma. Onze famílias de aves, incluindo mobelhas, mergulhões e a maior parte dos anseriformes têm esta estratégia de muda.
Os cucos apresentam aquilo que é chamado de muda alar transiliente. De forma simplificada, esta estratégia resume-se à perda e substituição, em primeiro lugar, das primárias com número ímpar e só depois das primárias de número par. Há, contudo variações complexas derivadas na história de vida de cada indivíduo.
Os pica-paus arborícolas, cujos hábitos vitais dependem em grande parte da sua cauda, e em particular, do forte par central de rectrizes em que apoiam o corpo enquanto se alimentam, têm uma muda de penas da cauda muito particular. Ao invés de mudarem as rectrizes centrais em primeiro lugar, tal como faz a maior parte das aves, retêm estas penas até ao fim da muda. É no segundo par de rectrizes (ambas as penas R2) que começa a muda. (Em algumas espécies dos géneros Celeus e Dendropicos, cai em primeiro lugar o terceiro par.) O padrão de queda e substituição de penas prossegue da mesma forma já descrita para os passeriformes até que todas as rectrizes tenham sido substituídas; só depois é que as rectrizes centrais são mudadas. Isto permite que as penas em crescimento tenham alguma proteção, já que ficam sempre cobertas pelo menos por uma pena existente, ao mesmo tempo que assegura que a nova cauda, fortalecida por penas recentes, possa lidar melhor com a perda do crucial par central de rectrizes. Espécies de pica-paus que se alimentam no solo, como o torcicolo, não apresentam esta estratégia de muda; de facto, os toricolosmudam as suas rectrizes distais em primeiro lugar, prosseguindo depois a muda em direção ao par central.

## Diferenças consoante a idade

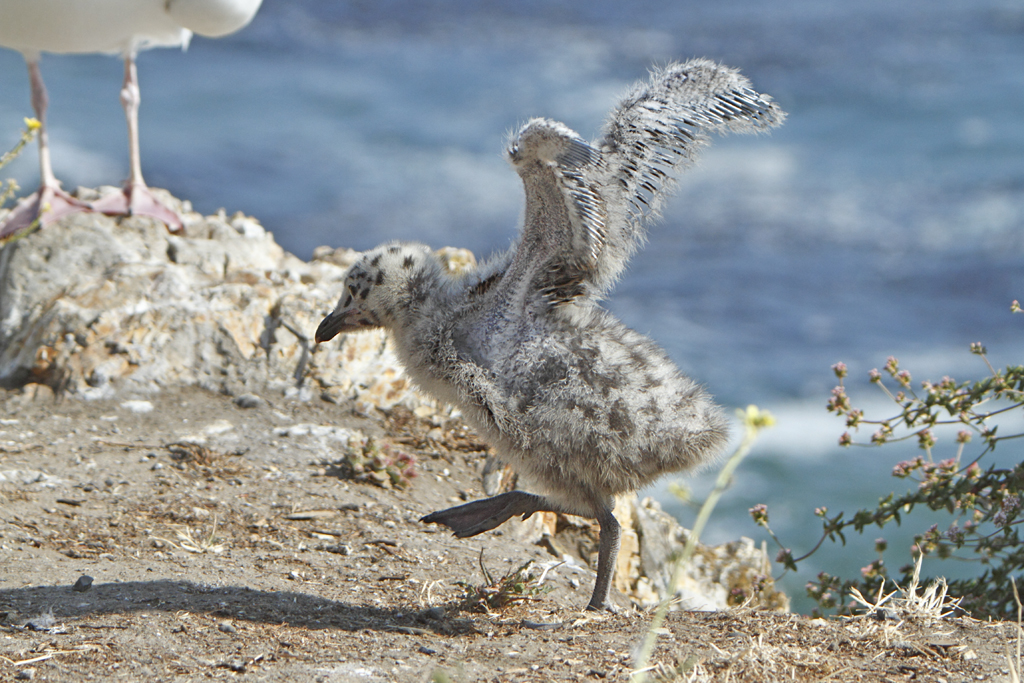
Cria de gaivota-de-pés-rosados com cerca de três semanas a bater as suas asas ainda em desenvolvimento.

Há frequentemente diferenças substanciais entre as rémiges e as rectrizes de aves adultas e juvenis da mesma espécie. Como a totalidade das penas juvenis cresce ao mesmo tempo, o que representa um enorme gasto de energia para a ave em desenvolvimento, estas são mais frágeis e estragam-se mais rapidamente que as penas equivalentes em aves adultas, cujas mudas decorrem em períodos de tempo mais extensos que podem chegar a vários anos em alguns casos.
Como as penas crescem de forma irregular ao longo do tempo, as variações na taxa de crescimento levam à formação de bandas escuras e claras visíveis na pena totalmente formada. Estas são chamadas de barras de crescimento e as suas larguras são utilizadas para determinar o estado nutricional diário das aves. Cada par de barras (uma escura e outra clara) corresponde a cerca de 24 horas. Esta técnica é chamada de “ptilocronologia”, analogamente à dendrocronologia.
Em geral, as aves juvenis têm penas mais estreitas e mais pontiagudas na extremidade. Isto é particularmente visível quando a ave está a voar, especialmente no caso das aves de rapina. O bordo de fuga da asa de uma ave juvenil pode ser quase serrado, devido às pontas aguçadas das penas, enquanto que as de uma ave mais velha têm em geral as extremidades mais alinhadas. As penas de voo de uma ave juvenil são também uniformes no seu comprimento, já que crescem todas ao mesmo tempo. Nos adultos são de tamanhos diversos e com níveis de desgaste diferenciados, com momentos de muda diferentes.
As penas de voo de adultos e juvenis podem diferir bastante, especialmente no caso das aves de rapina. Em geral, as aves mais jovens têm tendência a terem rectrizes um pouco mais longas e asas mais amplas e curtas, com primárias distais mais curtas e primárias e secundárias proximais mais longas que nas aves mais velhas da mesma espécie. Há, contudo, várias excepções. No caso de espécies com cauda mais comprida, como no caso do gavião-tesoura, secretário, e vespeiro-europeu,  por exemplo, os juvenis têm rectrizes mais curtas que os adultos. Juvenis de algumas espécies do género Buteo têm asas mais estreitas que os adultos, enquanto que no caso de grandes falcões juvenis, são mais longas. Acredita-se que estas diferenças ajudam as aves mais jovens a compensar a sua inexperiência e inabilidade, bem como músculos de voo mais fracos.

## Fórmula alar

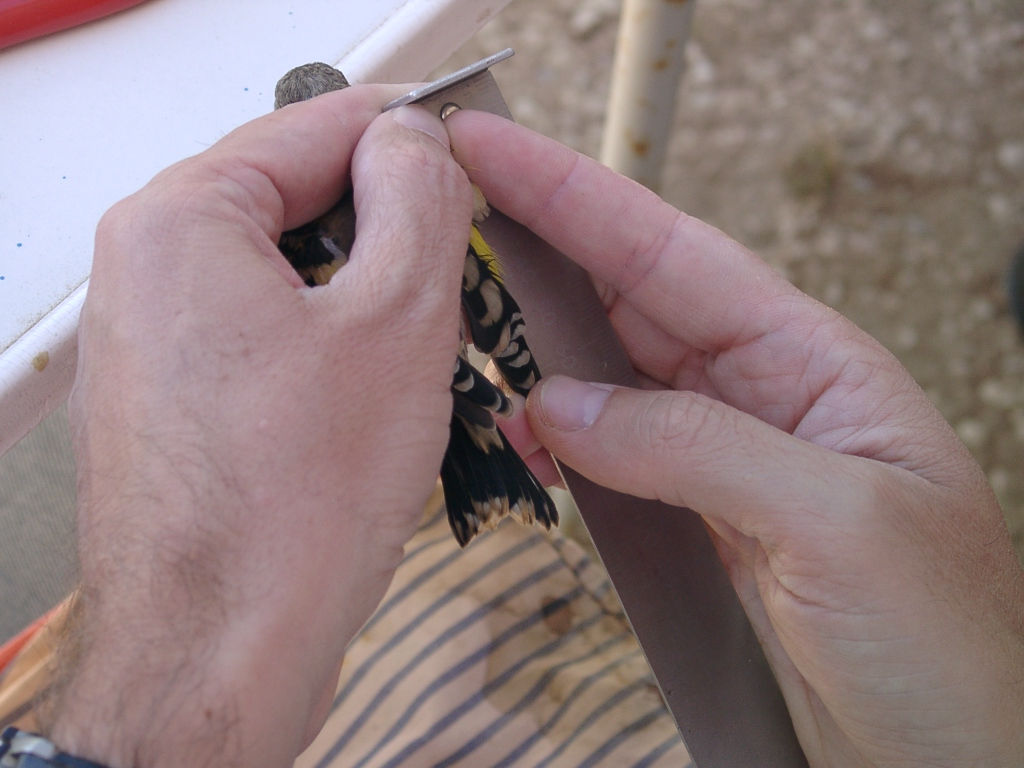
Medição do comprimento das rémiges primárias, um dos passos para a determinação da fórmula alar de uma ave

Uma fórmula alar  descreve a forma da extremidade distal da asa de uma ave de forma matemática. Pode ser utilizada para facilitar a distinção entre espécies com plumagens semelhantes, sendo particularmente útil para quem procede à anilhagem de aves.
De modo a determinar a fórmula alar de uma ave, é medida, em milímetros, a distância entre a extremidade da mais distal das primárias e a extremidade da maior das coberteiras (a mais longa das penas que cobrem e protegem o eixo dessa primária). Em alguns casos, a fórmula resulta num número positivo (por exemplo, a primária prolonga-se para além da sua grande coberteira), enquanto que noutros casos resulta num número negativo (por exemplo, quando a primária é totalmente coberta pela grande coberteira, como acontece no caso de algumas espécies de passeriformes). Depois, identifica-se a mais longa das penas primárias, e as diferenças entre o comprimento dessa primária e o das restantes primárias e o da mais longa das secundárias, medindo-se tudo, novamente, em milímetros. Se alguma primária exibir algum entalhe ou emarginação, mede-se e anota-se a distância entre a ponta da pena e o entalhe, bem como a profundidade do mesmo. Procede-se a todas as medições com a asa da ave fechada, de modo a manter as posições relativas das penas.
Ainda que possam ocorrer variações consideráveis entre os vários indivíduos da mesma espécie, e o resultado poder ser obviamente influenciado pelos efeitos das mudas e da regeneração da plumagem, mesmo espécies muito próximas exibem claras diferenças nas suas fórmulas alares.

## Extensão primária

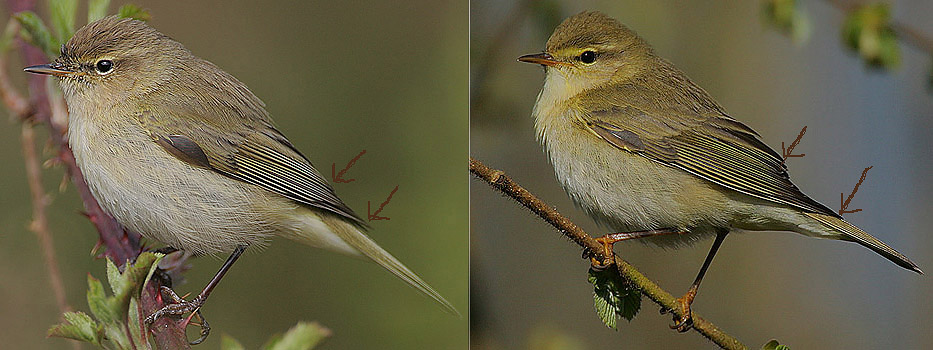
Comparação de extensões primárias: felosa-comum (à esquerda) e felosa-musical

A distância a que a mais longa das primárias de uma ave se projeta para além da mais longa das suas secundárias  (ou terciárias) com a asa dobrada chama-se de extensão primária ou projeção primária.  Tal como para as fórmulas alares, esta medição é útil na distinção de aves com plumagens semelhantes. Contudo, ao contrário da fórmula alar, não é necessário manipular a ave para proceder à medição.. De facto, esta é uma medição pragmática e relativa: há espécies com projeções primárias longas e espécies com projeções primárias curtas.  Em espécies de tiranídeos Empidonax americanos, por exemplo, o  papa-moscas-sombrio-americano tem uma extensão primária muito mais curta que o papa-moscas-de-hammond, de plumagem semelhante. A laverca europeia tem uma projeção primária longa enquanto que a muito semelhante laverca-oriental a tem curta.
Em regra geral, as espécies migrantes de longas distâncias apresentam projeções primárias mais longas que espécies não migrantes ou migrantes de curtas distâncias.